# شيخوخة البكتيريا
شيخوخة البكتيريا أو الشيخوخة البكتيرية، هو الانخفاض التدريجي في النشاط الخلوي للبكتيريا مع تقدمها في العمر، ويظهر هذا التراجع في النشاط الخلوي للبكتيريا من خلال البطئ في معدل الانقسام على غير المعتاد وزيادة احتمالية موت الخلية البكتيرية.
يعتقد أن السبب الأساسي في هذه الشيخوخة يكمن وراء تراكم المواد الضارة الناتجة من مخلفات الخلايا البكتيرية ذاتها، وهي ما يتم اعتبارها انها مواد مساعدة لتقدم البكتيريا في العمر وظهور أعراض الشيخوخة عليها كالانقسام الغير متماثل الذي يحدث في شيخوخة العنيقاء (أحد أنواع البكتيريا) وهو ما يدل على ان الشيخوخة قد وصلت إلى مرحلة الانقسام وأن البكتيريا لم تعد قادرة على ان تقوم بعملية التكاثر المثلى التي تضمن بقائها. تظهر هذه العلامة بشكل واضح جدا في البكتيريا المعروفة بأن انقسامها دائما ما يكون متماثل كما هو الحال في الإشريكية القولونية (أحد أكثر الأنواع البكتيرية انتشارا), فعد انقسام مثل هذه البكتيريا بشكل غير متماثل فهنا تشير هذه الانقسامات على أن البكتيريا قد دخلت طور الشيخوخة.

## العوامل المساهمة في الشيخوخة
يمكن تعريف عوامل التقدم في السن أو الشيخوخة في البكتيريا على انها اضرار تصيب مكونات الخلية البكتيريا ولا يمكن للبكتريا إصلاحها، وتراكم هذه الإضرار يؤدي إلى إضعاف الخلية البكتيرية وبالتالي دخول البكتيريا في طور الموت الخلوي. تشمل هذه العوامل على حدوث تلف في الحمض النووي للبكتيريا، وضعف في الغلاف الخلوي البكتيري، بالإضافة إلى حدوث أخطاء أثناء تكوين الشكل الثلاثي الأبعاد للبروتيينات. تتمكن البكتيريا من تكوين بديل في حالة التضاعف في شريط الحمض النووي عن طريق صناعة قطب من قطبي الشريط من مكونات جديدة بينما القطب الثاني هو القطب من الشريط الأم الذي تم مضاعفته تماما كما يحدث في تكاثر الإشريكية القولونية. قد ثبت مؤخرا ان الأجسام الداخل خلوية والبروتينات التي حدث فيها اخطاء اثناء تكوينها وبعض الأجزاء التالفة من الحمض النووي هي العوامل التي تساهم أيضا في شيخوخة الكائنات الحية الخلوية.
يعتقد أن الشيخوخة التي تصيب الكائنات احادية الخلية تنتج عن الانقسام غير المتماثل للخية الأم وهو ما ينتج عنه خلايا وليدة مصابة بشيخوخة الخلية الأم. لذلك قد قيل على المستوى النظري إن توزيع الضرر على الخلايا الوليدة اثناء انقسام الخلية الأم في الكائنات احادية الخلية قد يحفظ كفاءة النوع. اما فيما يخص الكائن الحي الوحيد حقيقي النواة احادي الخلية «السكيراء الجعوية / خميرة الطعام» فهو لديه اسلوبه الخاص في التخلص من الشيخوخة حيث انه يقوم بإعادة قطبي الأم اثناء استنساخ الحمض النووي للخلية الأم مما يعني أن الخلايا الوليدة تكون جديدة بالكامل.

## الشيخوخة في البكتيريا غير المتماثلة الانقسام
أشهر الأمثلة وضوحا في مجال شيخوخة البكتيريا هي بكتيريا العنيقاء، تبدأ هذه البكتيريا حياتها كأبواغ متحركة حتى تجد بيئة مناسبة ثم  تتمايز لخلايا غير متحركة وكأنها ملتقصة في المكان الذي استقرت فيه، ثم تبدأ رحلة النشاط الخلوي والانقسام لتنتج اجيالا جديدة من الخلايا المتحركة ولكن هذه الخلايا المتحركة يقل انتاجها مع تقدم الخلايا غير المتحركة في العمر وبهذا تضعف فرصة إنتاج اجيال جديدة من هذه البكتيريا في بيئة أخرى، ويعتبر هذا أول دليل ملموس على شيخوخة البكتيريا.

## الشيخوخة في البكتيريا متماثلة الانقسام
البكتيريا التي تتكاثر بهذه الطريقة من الانقسام كان يعتقد لفترة طويلة من الزمن بأنها خالدة كبكتيريا الإشريكية القولونية، ولكن وجد دليل على شيخوخة البكتيريا التي تنقسم بشكل متماثل اثناء تتبع كيفية توريث الصفات اثناء مضاعفة الحمض النووي للبكتيريا، حيث اظهرت الخلايا التي ترث لأكثر من جيل نسخة الخلية الام التي تعرضت للشيخوخة نشاط خلويا، ومعدل نمو منخفضين بشكل ملحوظ. إن معدل النمو في ستيوارت وغيرها من الخلايا يعزى لقرب الأجسام الداخل خلوية القريبة من الجدار الخلوي القديم، والتي تساعد على تراكم المخلفات في المحيط. يعتقد بأن هذا التمركز للمخلفات المتكدسة إلى بطؤ عبور هذه المخلفات وبالتالي استبعاد هذه المخلفات بواسطة النوية. آلية مماثلة لما سبق وجدت في بكتريا السكيراء البشرية التي تتكاثر من خلال عملية الانشطار الثنائي المتماثل.